# Time II
A Time II a finn Wintersun zenekar negyedik nagylemeze, 2024-ben jelent meg a Nuclear Blastnál. Az összes zene és szöveg szerzője Jari Mäenpää. Rögtön a megjelenése utáni hétben első lett a finn lemezeladási listán.

## Az album dalai
| 1.    | Fields of Snow       | 04:05 |
| 2.    | The Way of the Fire  | 10:08 |
| 3.    | One with the Shadows | 06:19 |
| 4.    | Ominous Clouds       | 02:22 |
| 5.    | Storm                | 12:15 |
| 6.    | Silver Leaves        | 13:31 |
| 48:40 |                      |       |

## Közreműködők
- Jari Mäenpää – ének, gitárok, billentyűs hangszerek
- Kai Hahto – dobok
- Teemu Mäntysaari – gitár
- Jukka Koskinen – basszusgitár